# Jungle Club (Disney)
Jungle Club (originele titel Jungle Cubs) is een Amerikaanse animatieserie geproduceerd door Disney. De serie telt 2 seizoenen met in totaal 21 afleveringen.
De serie is gebaseerd op de film Jungle Boek uit 1967.

## Opzet
De serie draait om jonge versies van de dierlijke personages uit Jungle Boek; Baloe, Bagheera, Kaa, Shere Khan, Kolonel Hathi en Koning Louie. Kaa en Shere Khan zijn in de serie vrienden met de andere personages, hoewel met name Shere Khan soms al wat tekenen van zijn latere vijandigheid vertoond. Elk van de personages heeft z’n eigen typische kenmerken, welke duidelijk een voorteken zijn van hun persoonlijkheden als volwassen dieren.
De serie bevat ook een educatieve ondertoon voor met name jonge kijkers.
In het tweede seizoen zijn de personages duidelijk al iets ouder en minder van elkaar afhankelijk. Sommige personages hebben in dit seizoen ook een iets andere stem.

## Stemacteurs
- Charles Adler - Ned
- Pamela Adlon - Baloe
- Dee Bradley Baker - Bagheera (II)
- Jim Cummings - Kaa/Fred/Jed/kwaadaardige tijger/WhiteHood/Winifreds oom
- Elizabeth Daily - Bagheera (I)/Duchess de baby jaguar/ kraai
- Stephen Furst - Hathi (II)/ haan
- David Lander - Arthur de gier
- Tress MacNeille - Mahra
- Jason Marsden - Shere Khan/Louie (I)
- Michael McKean - Cecil de gier
- Rob Paulsen - Hathi (I)/Akela
- Kath Soucie - Winifred
- Cree Summer - Louie (II)
- Tino Insana - jaguar
- Cheri Dennis - Aja
- Bill Scott - Mango de pauw /Amos de neushoorn/ vos/ wolf.
- Bill Farmer – neushoorn/gier/hert/schildpad/nijlpaard

## Met de Nederlandse stemmen van
- Baloe - Hetty Heyting
- Bagheera - Maria Lindes
- Prins Lowietje - Jody Pijper
- Shere Khan - Beatrijs Sluijter
- Kaa - Olaf Wijnants
- Hathi - Marjolein Algera
- Cedric - Fred Butter
- Arthur - Jan Nonhof
- Winifred - Angélique de Boer
- Mahra - Nelly Frijda
- Ned - Hans Hoekman
- Fred - Fred Butter
- Ted - Jan Nonhof
- Spitsmuis - Edward Reekers
- Oom van Winifred - Jan Anne Drenth
- Witkop - Hero Muller
- Jacob - Bram Bart
- Johan - Niki Romijn
- Primo - Nico van der Knaap

## Met de Nederlandse stemmen van (video release)
- Mowgli - Willem Rebergen
- Baloe - Jan Anne Drenth
- Bagheera - Bram van der Vlugt
- Koning Lowietje - Frits Lambrechts
- Shere Khan - Jules Croiset
- Kaa - Olaf Wijnants
- Kolonel Hathi - Ger Smit

## Afleveringen

### Seizoen 1 (1996)
1. A Night in the Wasteland
2. Buffaloed / Hathi Meets His Match
3. Red Dogs
4. Bare Necessities / Mondo Mungo
5. Who Wants To Be A Baboon?
6. How The Panther Lost His Roar / The Humans Must Be Crazy
7. Hulla Baloo / Shere Bliss
8. The Great Kaadini
9. Treasure Of The Middle Jungle
10. Splendor In The Mud
11. Benny & Clyde / Feather Brains
12. The Coming Of The Wolves
13. Fool Me Once... / Trouble On The Waterfront

### Seizoen 2 (1997)
1. The Ape That Would Be King
2. Kasaba Ball / Trunks For The Memories
3. Curse Of The Magnificent Melon / Hathi's Makeover
4. Birthday Snake / The Five Bananas
5. Old Green Teeth / The Elephant Who Couldn't Say No
6. A Tale Of Two Tails / Hair Ball
7. Tree For Two / Waiting For Baloo
8. Nice Tiger / Sleepless In The Jungle

## DVD
Er bestaat een dvd-uitgave van de serie waarin drie afleveringen zijn verwerkt, omgeven door nieuwe scènes met de volwassen Baloe, Bagheera, Hathi en Shere Khan. In deze extra scènes vertelt Baloe Mowgli over zijn jeugd, en doen de afleveringen dienst als flashbacks.
De afleveringen op deze dvd zijn:
- A Night in the Wasteland
- How the Panther Lost Its Roar
- Red Dogs

Er zijn momenteel geen plannen om de gehele serie op dvd uit te brengen.

## Trivia
- De serie behoort tot de kortste en relatief onbekendste series van Disney.
- De serie bevat verschillende afleveringen gebaseerd op Rudyard Kiplings originele boek, welke niet verwerkt waren in de film. Deze afleveringen zijn onder andere "Red Dogs" en "The Treasure of the Middle Jungle".
- De lengte van Kaa is in de serie sterk aan veranderingen onderhevig. Soms verandert zelfs binnen een aflevering zijn lengte een paar maal.